# La Bárcena (Ampuero)
La Bárcena es una localidad española del municipio de Ampuero, perteneciente a la comunidad autónoma de Cantabria.

## Toponimia
El lugar puede encontrarse referido como La Bárcena y Bárcena.

## Geografía
Esta localidad se sitúa a 60 m s. n. m. y a un kilómetro de la capital municipal, Ampuero.

## Historia
Hacia mediados del siglo XIX, el lugar era referido como un barrio ya por entonces perteneciente al municipio de Ampuero. En 2023, la entidad singular de población de La Bárcena tenía empadronados 158 habitantes, todos ellos en diseminado.